# Drusas del disco óptico
Las drusas del disco óptico son glóbulos de mucoproteínas y mucopolisacáridos que se calcifican progresivamente en el disco óptico. Se cree que son los restos del sistema de transporte axonal de las células ganglionares retinianas degeneradas. Las drusas del nervio óptico también se han denominado discos congénitamente elevados o anómalos, pseudoneuritis, drusas discales enterradas y cuerpos hialinos discales. Es una de las causas de pseudopapiledema.

## Anatomía
El nervio óptico es un cable de conexión que transmite imágenes desde la retina hasta el cerebro. Consiste en más de un millón de axones de células ganglionares de la retina. La cabeza del nervio óptico, o disco óptico, es el extremo anterior del nervio que se encuentra en el ojo y, por lo tanto, es visible con un oftalmoscopio. Se localiza nasalmente y ligeramente inferior a la mácula del ojo. Hay un punto ciego en el disco óptico porque no hay varillas ni conos debajo para detectar la luz. La arteria y la vena centrales de la retina se pueden ver en el medio del disco cuando sale del canal escleral con el nervio óptico para irrigar la retina. Los vasos envían ramas en todas direcciones para irrigar la retina.

## Fisiopatología
En los niños, las drusas del disco óptico suelen estar enterradas y no son detectables mediante fundoscopia, salvo por una elevación leve o moderada del disco óptico. Con la edad, los axones subyacentes se atrofian y las drusas quedan expuestas y son más visibles. Pueden hacerse evidentes con un oftalmoscopio y una cierta pérdida de campo visual al final de la adolescencia. Las ODD pueden comprimir y eventualmente comprometer la vasculatura y las fibras nerviosas de la retina. En raras ocasiones, puede desarrollarse una neovascularización coroidea al interrumpirse las fibras nerviosas yuxtapapilares, con la consiguiente hemorragia subretiniana y cicatrización retiniana. Más raramente aún, puede producirse una hemorragia vítrea.

## Diagnóstico

### Diagnóstico diferencial
En la mayoría de los pacientes, las drusas del disco óptico son un hallazgo incidental. Es importante diferenciarlas de otras condiciones que se presentan con elevación del disco óptico, especialmente el papiledema, que podría implicar una presión intracraneal elevada o tumores. El verdadero papiledema puede presentarse con exudados o manchas de algodón, a diferencia de la ODD. Los márgenes del disco óptico son característicamente irregulares en la ODD, pero no borrosos, ya que no hay inflamación de las fibras nerviosas de la retina. Las pulsaciones venosas espontáneas están presentes en aproximadamente el 80% de los pacientes con ODD, pero están ausentes en los casos de verdadero edema de disco. Otras causas de elevación del disco que los clínicos deben excluir pueden ser: la tracción hialoidea, el tejido glial epipapilar, las fibras nerviosas mielinizadas, la infiltración escleral, la tracción vitreopapilar y la hipermetropía elevada. Los trastornos asociados a la elevación del disco son: El síndrome de Alagille, el síndrome de Down, el síndrome de Kenny-Caffey, la neuropatía óptica hereditaria de Leber y el síndrome del nevus sebáceo lineal.

## Manejo
Los pacientes con drusas del disco óptico deben controlarse periódicamente mediante oftalmoscopia, agudeza de Snellen, sensibilidad al contraste, visión del color, presión intraocular y campos visuales umbral. Para aquellos con defectos del campo visual, se ha recomendado la tomografía de coherencia óptica para el seguimiento del grosor de la capa de fibras nerviosas. Se deben evaluar las condiciones asociadas, como las estrías angioides y la retinosis pigmentaria. Tanto la gravedad de las drusas del disco óptico como el grado de elevación de la presión intraocular se han asociado con la pérdida del campo visual. No existe un tratamiento ampliamente aceptado para el ODD, aunque algunos médicos recetarán gotas para los ojos diseñadas para disminuir la presión intraocular y, en teoría, aliviar la tensión mecánica en las fibras del disco óptico. En raras ocasiones, se pueden desarrollar membranas neovasculares coroideas adyacentes al disco óptico que amenazan con sangrado y cicatrización retiniana. El tratamiento con láser o la terapia fotodinámica u otras terapias en evolución pueden prevenir esta complicación.

## Pronóstico
El daño del nervio óptico es progresivo e insidioso. Algunos pacientes desarrollarán algunos defectos del campo periférico. Estos pueden incluir defectos de escalón nasal, puntos ciegos ampliados, escotomas arcuados, pérdida de campo sectorial y defectos altitudinales. Los síntomas clínicos se correlacionan con la visibilidad de las drusas. La pérdida de visión central es una complicación rara del sangrado de las membranas neovasculares coroideas peripapilares. La neuropatía óptica isquémica anterior (NOIA) es una complicación potencial.

## Epidemiología
Las drusas del disco óptico se encuentran clínicamente en aproximadamente el 1% de la población, pero esto aumenta al 3,4% en personas con antecedentes familiares de ODD. Alrededor de dos tercios a tres cuartos de los casos clínicos son bilaterales. Un estudio de necropsia de 737 casos mostró una incidencia del 2,4 % con 2 de 15 (13 %) bilaterales, tal vez indicando la naturaleza insidiosa de muchos casos. Se sospecha un patrón de herencia autosómico dominante con penetrancia incompleta y displasia hereditaria asociada del disco óptico y su riego sanguíneo. Los hombres y las mujeres se ven afectados por igual. Los caucásicos son el grupo étnico más susceptible. Ciertas condiciones se han asociado con drusas de disco, como la retinitis pigmentosa, las estrías angioides, el síndrome de Usher, el síndrome de Noonan y el síndrome de Alagille. Las drusas del disco óptico no están relacionadas con las drusas de la membrana de Bruch de la retina que se han asociado con la degeneración macular relacionada con la edad.

## Otras lecturas
- OMIM 177800
- Wirtschafter JD (1983). «Optic nerve axons and acquired alterations in the appearance of the optic disc». Trans Am Ophthalmol Soc 81: 1034-91. PMC 1312472. PMID 6203209.